# Santa Maria Egiziaca a Pizzofalcone (Nápoly)
A Santa Maria Egiziaca a Pizzofalcone egy bazilika Nápoly történelmi belvárosának keleti részében. 1616-ban alapították Ágoston-rendi apácák, kik véglegesen csak 1639-ben vették birtokukba miután régi templomuk az Egiziaca a Forcella kicsinynek bizonyult. A templomot a XVII. század során újjáépítették először Cosimo Fanzago (1648) majd Francesco Antonio Picchiatti, Antonio Galluccio és Arcangelo Guglielmelli vezetése alatt. A belsőt freskók (a Szűzanya és a szentek tetteinek ábrázolásával) díszítik. Figyelemre méltó három XVII. századi szobor, Nicola Fumo művei (Szeplőtlen fogantatás, Szent Mihály arkangyal és az Őrangyal).